# Ponte Gjemnessund
A Ponte Gjemnessund (Gjemnessundbrua) é uma ponte pênsil que atravessa Gjemnessundet entre Gjemnes no continente e no concelho de Bergsøya Møre og Romsdal, na Noruega. É a maior ponte pênsil do país, embora não seja o mais longo vão. A ponte tem 1257 metros de comprimento, o principal vão tem 623 metros e a altura máxima acima do nível do mar é de 43 metros. Tem 21 colunas.
A Ponte Gjemnessund foi inaugurada em 1992. Foi construída como parte do Krifast, a estrada de ligação da cidade de Kristiansund com o continente.
Muitas pontes deterioram-se lentamente e têm de ser reparadas porque a água salgada do mar danifica o concreto e o ferro que compõe a estrutura. A Ponte Gjemnessund teve um problema com aves marinhas, cujo chorume contêm sal e amônia. Para evitar esta situação, a ponte é limpa, e as partes críticas do concreto são cobertas com uma membrana elástica que protege o concreto contra o chorume e do conteúdo nocivo.